# ハナミズキ 〜君と好きな人が 百年続きますように〜
『ハナミズキ 〜君と好きな人が 百年続きますように〜』（ハナミズキ 〜きみとすきなひとがひゃくねんつづきますように〜）は一青窈の2枚目のベスト・アルバム。

## 解説
ベスト・アルバムとしては2006年発売の『BESTYO』から約4年振りとなる。
本作は2010年に5thシングル『ハナミズキ』をモチーフに制作された映画『ハナミズキ』が公開された事を受けて一青窈自らが新たな編集を施して制作されたアルバムとなる。

## 収録曲
- 全曲作詞：一青窈

1. ハナミズキ
作曲：マシコタツロウ / 編曲：武部聡志
5thシングル
東宝系映画『ハナミズキ』主題歌
日本テレビ系『火曜サスペンス劇場』主題歌（放送で使用されたものとは歌詞が一部異なる）
日本テレビ系『行列のできる法律相談所・カンボジア学校建設プロジェクト』初代テーマソング
2. 影踏み
作曲：都志見隆 / 編曲：山内薫、弦一徹
6thシングル
東宝系映画『ハナミズキ』挿入歌
3. 栞
作曲・編曲：武部聡志
4thアルバム『Key』収録曲
4. 翡翠（ひすい）
作曲・編曲：武部聡志
1stシングル『もらい泣き』のカップリング。
5. かざぐるま
作曲・編曲：武部聡志
7thシングル
東宝系映画『蟬しぐれ』イメージソング
6. 音木箱
作曲・編曲：武部聡志
2ndシングル『大家』のカップリング
7. つないで手
作曲：川江美奈子 / 編曲：武部聡志
9thシングル
8. ささやき並木
作曲：川江美奈子 / 編曲：武部聡志
9thシングル『つないで手』のカップリング
9. 「ただいま」
作曲：川江美奈子 / 編曲：武部聡志
10thシングル
TBS系ドラマ『愛のうた!』主題歌
10. 受け入れて
作曲：川江美奈子 / 編曲：武部聡志
11thシングル
虫プロダクション配給アニメ映画『パッテンライ!! 〜南の島の水ものがたり〜』主題歌
11. はじめて
作曲：マシコタツロウ / 編曲：武部聡志
12thシングル
テレビ神奈川『saku saku』 2008年11月度エンディングテーマ
日本テレビ系『行列のできる法律相談所・カンボジア学校建設プロジェクト』2代目テーマソング
12. アリガ十々
作曲：山内薫 / 編曲：富田素弘
1stシングル『もらい泣き』のカップリング
13. さよならありがと
作曲・編曲：武部聡志
3rdアルバム『&』収録曲
ミサワホーム「CENTURY」CMソング
14. もらい泣き
作曲：武部聡志、マシコタツロウ、溝渕大智 / 編曲：武部聡志
1stシングル